# Imbachhorn
Imbachhorn är en bergstopp i Österrike.   Den ligger i distriktet Zell am See och förbundslandet Salzburg, i den centrala delen av landet, 290 km väster om huvudstaden Wien. Toppen på Imbachhorn är 2 439 meter över havet, eller 43 meter över den omgivande terrängen. Bredden vid basen är 0,26 km.
Terrängen runt Imbachhorn är bergig söderut, men norrut är den kuperad. Närmaste större samhälle är Bruck an der Großglocknerstraße, 7,0 km nordost om Imbachhorn. 
I omgivningarna runt Imbachhorn växer i huvudsak blandskog. Runt Imbachhorn är det ganska glesbefolkat, med 34 invånare per kvadratkilometer.